# Jacques Brouillet
Pour les articles homonymes, voir Brouillet (homonymie).
Jacques Brouillet est un acteur québécois.

## Biographie
Jacques Brouillet a été professeur d'interprétation au Conservatoire LaSalle à Montréal.
Il a joué au théâtre entre autres au côté de Pierre Thériault et Élizabeth Chouvalidzé. Il est apparu dans plusieurs films québécois. Il a aussi tenu un rôle dans la série télévisée Blanche. Il a été le conjoint de la comédienne Élizabeth Lesieur.

## Filmographie
- 1963 : Cœur au poings[1] (série télévisée): Imprimeur
- 1965 : Septième nord (série télévisée) : Un employé de l'hôpital
- 1969 : Sol et Gobelet (série télévisiée): Voleur
- 1966 : Rue des pignons (série télévisée): Branchaud
- 1970 : Les Berger (série télévisée): Infirmier
- 1973 : Les forges de Saint-Maurice (série télévisée): Nicholas
- 1974 : La petite patrie (série télévisée): Arthur Fernet
- 1977 : Passe-Partout (série télévisée) : Virgule (voix)
- 1993 : Blanche [2](mini-série): Le frère portier
- 1995 : La Présence des ombres : Léopold Sicard
- 1995 : Le Confessionnal : Man in Restaurant
- 1999 : Emporte-moi : Curé
- 2000 : Chartrand et Simone (mini-série): Moine

## Doublage[3]
- 1960-1966:  Les Pierrafeu (série animée) : Georges Miroc (voix)
- 1971: Les Petits Pierrafeu (série animée) : Georges Miroc , Shleprock (voix)
- 1975 : La petite sirène : Le prince (voix)
- 1977: Le Joyeux Noêl des Pierrafeu: Georges Miroc (voix)
- 1987: La loi du désir : Juan Bermudez
- 1993: Le côté obscur du cœur : Parillerro
- 1996: Retour au Bercail II : Perdus à San Francisco: Ralph (voix)
- 1998: Le Pavillon de l'oublie (mini-série) : Leonard Rubenstein, Arthur Fielder
- 1998 Les nouvelles chroniques de San Francisco (mini-série) : Photographe
- 1998: Scooby-Doo dams l'île aux Zombies : M. Beeman (voix)
- 2002: K-19: Terreur sous la mer : Ivan Vershinin

Cinéma:
Wyatt Knight:
- Chez Porky
- Chez Porky 2 : Le lendemain
- La revanche de Porky

Marc Macaulay
- Racoleuses
- Meurtres à la St-Valentin

Joe Bays
- Les petits Géants

Marshall Button
- La Baie de l'amour et des regrets

Gabriel Byrne
- Sans retour

Maury Chaykin
- Héros ('92)

George Chuvalo
- Hello Mary Lou: Le bal de l'horreur 3

Paul Coeur
- Portraits de l'innocence

Danny DeVito:
- Matilda

Charles S. Dutton
- Par la peau des dents

Richard Fitzpatrick
- Spenser: Cité sauvage

Colin Fox
- Séquestrée

Jack Gilpin
- Le mystère Von Bùlow

Zack Grenier
- Confessions nocturnes

William Hill
- Striptease

Robert Houston
- Le visage de la peur

Derek Jacobi
- Un Week-End à Gosford Park

Mickey Jones
- Une femme en fuite

Daniel Dae Kim
- Shaolin Américain

Tommy Kirk
- Un neveu studieux

Nathan Land
- L'enfance de l'Art

Rex Linn
- Le Pro

Christopher Lloyd:
- Les petit génies

Tzi Ma
- Les tueurs de dames

John McEnery
- L'étalon noir ('94)

J. Patrick McNamara
- Obsession ('76)

Frank Medrano
- Les Rois du kidnapping

Mike Monty
- Le roi du Kickboxing 2

Pat Morita:
- Lune de miel à Vegas

Eamon Morrissey
- L'histoire de mon père

Willie Nelson
- La grande arnaque

Michael Ontkean
- Une autre façon d'aimer

John Pinette
- Kelly l'intrépide

Michael J. Pollard
- La gâchette en tête

Pete Postlethwaite
- Ces Chers Ryan

Richard Schiff
- Complot dans la ville

Naseeruddin Shah
- Un si long voyage

W. Morgan Sheppard
- L'inconnu de Castle Rock

Kiefer Sutherland: 
- Les hommes d'honneur

Joe Viterelli
- Mickey Belle-Gueule

Timothy Webber
- Le train de la Terreur

Télévision:
Alex Diakun
- Coronner Da Vinci 1998-2005

Steve Zahn
- Destination: Lune (mini-série) 1998

Ian D. Clark
- Le projet Arrow (mini-série) 1997

Tim Thomerson
- Sirènes (série télé) 1993-1995

James Bradford
- Hiroshima (mini-série) 1995

Ed Azure:
- Au Nord du 60e (série télé) 1992-1997

Greg Thorney
- Les garçons de St-Vincent (mini-série) 1992

Roger Dunn
- Les Contes d'Avonlea 1990-1996

Christopher Beeny
- Maîtres et Valets (série télé) 1971-1975